# OK K.O.! めざせヒーロー
『OK K.O.! めざせヒーロー』（OK K.O.! Let's Be Heroes）は、アメリカ合衆国のテレビアニメ。
2017年にアメリカのカートゥーン・ネットワークで放送開始。日本では2018年7月1日から放送開始。

## あらすじ
ヒーローを目指すK.O.が、「RPGワールド」と呼ばれる仮想世界で「ポイント」の子会社ショッピングセンター「レイクウッドプラザターボ」で働きながらヒーローになるための経験を積んでいく。しかし、それを邪魔する悪者ボックスマン伯爵が造った手下のロボットが攻めてきた。

## 登場人物
OK ノック・アウト "K.O." キンケイド（OK Knock Out "K.O." Kincaid）
声：ステファニー・ナドルニー→コートニー・テイラー/稲川英里
レベル：0→99
本作の主人公。本作のヒーロー。ヒーローを目指す少年で、天真爛漫な性格をしている。ヒーローカードをコレクションしている。
エンドノート・アイデンティフィケイション "イーニッド" メトル（Endnote Identification "Enid" Mettle）
声：ミーナ・スヴァーリ→アッシュリー・バーチ/國立幸
レベル：3→5、技：キック・皮肉・腕力、弱点：スタッフ愛
ガーの店のレジを担当する忍者魔女。やる気がなさそうに見えるが、体術に優れている。その一方で、若者特有の悩みもあり、それが態度に出ることもある。
ラッド・X（Rad X.）
声：イアン・ジョーンズ＝クアルティ/下崎紘史
レベル：2→4、技：エイリアンパワー、弱点：人間と同じ
ガーの店の商品補充を担当する筋肉質のエイリアン。指のビームで物を動かすことが出来る。
Mr.ユージーン・ガー（Mr. Eugene Gar）
声：デビッド・ハーマン/田尻浩章
レベル：11、技：命令、弱点：不明→キャロル
レイクウッドプラザターボのロボット経営者。かつてポイントに所属しており、当時のコードネームはエル・ボウ。
キャロル・キンケイド（Carol Kincaid）
声：ケイト・フラナリー/れいみ
レベル：11
KOのママ。レイクウッドプラザターボの師範でもある。かつてポイントに所属しており、当時のコードネームはシルバー・スパーク。
デンディ（Dendy）
声：メリッサ・ファーン/佳穂成美
レベル：0→3
ガーの店の新人ヒーローの女性。

### ボックスモア
いずれも全員カートゥーンネットワークヴィランズに入る。
Dr.M・ジョン "ボックスマン" ダイアクニクEsq.領主（Lord Dr. M. John "Boxman" Diacnik Esq.）
声：ジム・カミングス/藤原貴弘
レベル：-10
本作のヴィラン。実験室「エボフ」の子会社工場「ボックスモア」のロボット経営者。量産したダイアックロボットを上空から落とす箱に入れてレイクウッドプラザターボに送り込んでいる。
ダレル・カブームMk.1（Darrell Kaboom Mk. 1）
声：イアン・ジョーンズ・クアルテー/坂井易直
レベル：-4
赤い一つ目のダレルシリーズ人型ロボット。腕から弾を発射する。大型アーマー「ビッグダレル」の操縦も行う。後に彼の同型が量産される。
シャノンMk.1（Shannon Mk. 1）
声：カリ・ウォールグレン/祖山桃子
レベル：-3
オレンジ色のシャノンシリーズ人型ロボットの女性。手足から丸鋸を出す。変装も行う。シーズン1の30話Rad Likes Robots（ラッドとシャノンの禁断愛）でラッドに恋していた事もあった。
レイモンドMk.1（Raymond Mk. 1）
声：ロビー・デイモンド/川田紳司
レベル：-4
ナルシストな緑色のレイモンドシリーズ人型ロボット。動きが素早く、手から弾を発射したり、胸からドッジボールを発射する。
アーネストMk.1（Ernesto Mk. 1）
声：クリス・ニオシ/蒔村拓哉
レベル：-5
シルクハットを着用した丸い紫色のアーネストシリーズロボット。
アイアム・ジェスロMk.1（I-Am Jethro Mk. 1）
声：デビッド・ハーマン/加藤将之
レベル：-1
青いジェスロシリーズトラクションエンジンロボット。前進しかしない。中型と大型もいる。
ミケイラMk.1（Mikayla Mk. 1）
声：フランク・ウェルカー/???
レベル：-1
黄色いミケイラシリーズ猫型ロボット。爪で引っ掻きと、地面を掘って土を飛ばしてくる。
M・ジョン・ボックスマンJr.（M. John Boxman Jr.）
声：ジム・カミングス/???
ボックスマン伯爵のロボット息子。

### その他の敵
Pr.VL・レーザーブラスト・ベノマス "L.V." ダイアクニク男爵（Baron Pr. VL Laserblast Venomous "L.V." Diacnik）
声：スティーブン・オッグ/田島章寛
レベル：-7
紫色の肌のロボットマッドサイエンティスト。エボフの店員。
フィンク（Fink）
声：ララ・ジル・ミラー/竹内恵美子
レベル：???
緑色のネズミの姿をしたベノマスのロボット娘。
レッド・ストライク（Red Strike）
声：マイケル・ドーン/子安武人
レベル：???
赤い「X」マークが特徴のスーツで全身を包んだロボット。ストライク・キャノンを使い、かつて街を守ってきたヒーロー達を石に変えて、別次元のヒーローを呼び出してパワーを盗んでは倒していた。KO達と戦うが、最後はフィンに変身したベンに体当たりされて死亡する。モデルは『マーベルコミックス』のサノス。

## 用語
ヒーローカード
K.O.が集めているカード。ヒーローの姿、名前、レベルが書かれている。カードはヒーローカード自動販売機で発行できる。

## スタッフ

### メインスタッフ
- 製作 - カートゥーン ネットワーク

### 日本語版制作スタッフ
- OP絵コンテ - 今石洋之
- プロデューサー - 村杉奈穂〈第1話～第21話〉→高橋政宏〈第22話～第47話〉（カートゥーン ネットワーク）
- 翻訳 - 亀井玲子
- 演出 - 高寺たけし
- 調整 - 大谷征央
- 制作 - 臼杵俊之、星野瑶子
- 日本語版制作 - ハーフ エイチ・ピー スタジオ、カートゥーン ネットワーク

## 各話リスト

### シーズン1（2017年 - 2018年）
| 話 | タイトル                                                               | 放送日 (日)   |
| -- | ---------------------------------------------------------------------- | ------------- |
| 1  | ヒーローになりたい! Let's Be Heroes!                                   | 2018年 7月1日 |
| 2  | ボクを雇ってほしい! Let's Be Friends!                                  | 7月1日        |
| 3  | 人助けってサイコー! You're Everybody's Sidekick                        |               |
| 4  | オフィスに隠された秘密 We Messed Up!                                   |               |
| 5  | 初単独任務 Jethro's All Yours!                                         |               |
| 6  | K.O.はレベル100?! You're Level 100                                     |               |
| 7  | 新たな刺客 Sibling Rivalry                                             |               |
| 8  | 新しい友達 I Am Dendy                                                  |               |
| 9  | 知ったかぶりラッド Do You Have Any More in the Back?                   |               |
| 10 | ボクにはママがいる! My Dad Can Beat Up Your Dad!                       |               |
| 11 | イニドの理解者 You Get Me                                              |               |
| 12 | 本物のラッド You Are Rad                                               |               |
| 13 | 岩よりも小石 Just Be a Pebble                                          |               |
| 14 | 最高のコーヒージョーク Presenting Joe Cuppa                            |               |
| 15 | クールの意味 We've Got Pests!                                          |               |
| 16 | 伝説の男ミスター・ガー Legends of Mr. Gar                              |               |
| 17 | ママの夢 Know Your Mom                                                 |               |
| 18 | 大切なお客 We're Captured!                                             |               |
| 19 | 恐怖と戦え! Face Your Fears!                                           |               |
| 20 | SNSで大人気! Everybody Likes Rad?                                      |               |
| 21 | 本物の親友? You Have to Care                                           |               |
| 22 | プロム・パーティ Plaza Prom                                            |               |
| 23 | 2回目の初デート Second First Date                                      |               |
| 24 | 裏切り者は誰だ? One Last Score                                         |               |
| 25 | T.K.O.                                                                 |               |
| 26 | ボックスマンのプラザ決別宣言 Stop Attacking the Plaza!                 |               |
| 27 | どうぶつヒーロー We've Got Fleas!                                      |               |
| 28 | カッパのヒーローカード No More Pow Cards!?                             |               |
| 29 | 張り込み大作戦 Let's Have a Stakeout!                                  |               |
| 30 | ラッドとシャノンの禁断愛 Rad Likes Robots!                             |               |
| 31 | K.O.はユーチューバー? KO's Video Channel                               |               |
| 32 | 地球を救うパワー The Power Is Yours!                                   |               |
| 33 | チームワークの大切さ Glory Days                                        |               |
| 34 | プラザリンピック Plazalympicz                                          |               |
| 35 | ハッキングパニック! We Got Hacked!                                     |               |
| 36 | イニドの両親 Parents' Day                                              |               |
| 37 | 未来少女レッド Back in Red Action!                                     |               |
| 38 | サンドイッチのひみつ Let's Take a Moment                               |               |
| 39 | 悪役の集い Villains' Night Out                                         |               |
| 40 | 悪役のお留守番 Villains' Night In                                      |               |
| 41 | パイロット版をみよう! Let's Watch the Pilot!                           |               |
| 42 | ミステリー科学フェア201X年 Mystery Science Fair 201X                   |               |
| 43 | リアル・マジック・スケルトンとブランドン RMS & Brandon's First Episode |               |
| 44 | ロジックの友情 Lad & Logic                                             |               |
| 45 | OKデンディ! OK Dendy! Let's Be K.O.!                                   |               |
| 46 | 骸骨リモコン Let's Not Be Skeletons!                                   |               |
| 47 | Action News                                                            | –             |
| 48 | You're in Control                                                      | –             |

### シーズン2（2018年 - 2019年）
1. Seasons Change
2. Lord Cowboy Darrell
3. Plaza Film Festival
4. Be a Team
5. My Fair Carol
6. Let's Watch the Boxmore Show
7. Your World Is an Illusion
8. The So-Bad-ical
9. Point to the Plaza
10. T.K.O's House
11. Red Action to the Future
12. Dendy's Power
13. Special Delivery
14. Wisdom, Strength and Charisma
15. Bittersweet Rivals
16. Are You Ready for Some Megafootball?
17. Mystery Sleepover
18. 新ヒーローチーム結成?（Crossover Nexus）※『ティーン・タイタンズGO!』、『スティーブン・ユニバース』と『ベン:10』とのクロスオーバー
19. Monster Party
20. Super Black Friday
21. Final Exams
22. CarolQuest
23. Soda Genie
24. Plaza Alone
25. Boxman Crashes
26. All in the Villainy
27. Sidekick Scouts
28. Whacky Jaxxyz
29. Project Ray Way
30. I am Jethro
31. GarQuest
32. Gar Trains Punching Judy
33. Beach Episode
34. OK A.U.! Alternate Universe
35. K.O.'s Health Week
36. Rad's Alien Sickness
37. Dark Plaza

### シーズン3（2019年）
1. We Are Heroes
2. K.O., Rad, and Enid!
3. T.K.O. Rules!
4. Chip's Damage
5. K.O. vs. Fink
6. The K.O. Trap
7. Whatever Happened to... Rippy Roo?
8. Planet X
9. Deep Space Vacation
10. Let's Meet Sonic
11. Big Reveal
12. Radical Rescue
13. Let's Get Shadowy
14. You're a Good Friend, K.O.
15. Red Action 3: Grudgement Day
16. Carl
17. Dendy's Video Channel
18. Let's Fight to the End
19. Thank You for Watching the Show